# Pogonocherus neuhausi
Pogonocherus neuhausi là một loài bọ cánh cứng trong họ Cerambycidae.